# Stormeld
Stormeld är ett begrepp inom artilleriet, och betyder beskjutning med artilleri och granatkastare (ibland också andra vapen) som förberedelse för ett anfall eller en stormning.
Stormelden syftar till att ge fienden förluster och till att göra det omöjligt för fienden att bekämpa den anfallande styrkan. Stormelden inleds ofta ett antal minuter innan stormningen ska ske, för att fienden skall tvingas söka skydd medan anfallsstyrkan förflyttar sig mot anfallsmålet. Beskjutningen fortsätter tills anfallsstyrkan når ett säkerhetsavstånd, stormavståndet, då stormelden upphör eller flyttar över till andra mål längre fram eller vid sidan av anfallsmålet. Samordningen mellan granatelden och anfallsstyrkans förflyttning är avgörande, och möjliggörs ofta av att det finns en överenskommen tidpunkt när stormelden upphör och anfallsstyrkan skall passera stormavståndet. Tidpunkten kallas ofta "klockan K". I stormelden används spränggranater, men rökgranater och lysgranater förekommer också.